# Corymorpha uvifera
Corymorpha uvifera är en nässeldjursart som beskrevs av Schmidt 1852. Corymorpha uvifera ingår i släktet Corymorpha och familjen Corymorphidae.
Artens utbredningsområde är Norra Ishavet. Inga underarter finns listade i Catalogue of Life.